# Mihail Fjodorovič Vlodek
Mihail Fjodorovič Vlodek (rusko Михаил Фёдорович Влодек; poljsko Michał Włodek), ruski general, * 1780, † 1849.
Bil je eden izmed pomembnejših generalov, ki so se borili med Napoleonovo invazijo na Rusijo; posledično je bil njegov portret dodan v Vojaško galerijo Zimskega dvorca.

## Življenje
Leta 1800 je vstopil v vojaško službo kot poročnik pri gardistih. V bitki pri Austerlitzu je bil poveljnik konjeniškega eskadrona. 9. junija 1808 je postal adjutant in 28. novembra istega leta pa še polkovnik. Odlikoval se je v bojih s Turki med letoma 1810 in 1811, pri čemer je bil tudi ranjen.
Leta 1812 je bil odpuščen iz vojske zaradi očitkov, da je bil vohun, a je bil že naslednje leto vrnjen v sestavo, pri čemer se je ponovno odlikoval v bojih. 15. septembra 1813 je bil povišan v generalmajorja.
Leta 1818 je postal poveljnik 1. brigade 2. ulanske divizije in 22. aprila 1819 je postal poveljnik Litvanske ulanske divizije. 
11. junija 1832 je postal član generalštaba in 10. avgusta naslednje leto je bil imenovan za člana državnega sveta Poljske. 
22. avgusta 1826 je bil povišan v generalporočnika, 6. oktobra 1831 v generaladjutanta in 10. oktobra 1843 v generala konjenice.